# 排尿
排尿（はいにょう）あるいは放尿（ほうにょう）とは、体外に尿を放出する行為である。排尿回数が多い場合は頻尿（ひんにょう）、特に夜間に排尿のために起きなければならない場合を夜間頻尿（やかんひんにょう）、尿の量が多いことは多尿（たにょう）、意に反して排尿してしまう行為は失禁（しっきん）、意に反して尿を出せないことは尿閉（にょうへい）、尿の量が少ないことは乏尿（ぼうにょう）、尿の量がないことは無尿と呼ばれる。これらは程度によっては、排尿障害となる。
本項ではヒトの排尿を主題として説明している。

## しくみ
排尿を理解するには、泌尿器系の全体像を確認しておく必要がある。泌尿器系は尿を生成する腎臓、少量を貯蔵する腎盤、輸送する尿管、大量に貯蔵する膀胱、排尿時にのみ用いられる尿道からなる。膀胱と尿道以外は左右に合計2組備わっている。
腎臓では血漿を濾過することにより、1日あたり1 - 2Lの尿を途切れることなく生成している。尿は、腎胚に集まり、腎盤に至る。腎盤は、枝分かれした組織であり、根元に相当する部分が伸張することで尿を貯めることができる。一定量の尿が溜まると急速な収縮が起こり、尿管に排出される。尿管は20cmから30cmの中空の管である。尿管から膀胱へ尿が移動する原因のうち、尿圧と重力は主なものではない。尿管は3層構造からなり、中間層の平滑筋が毎分2 - 4回の蠕動運動を起こすためだ。したがって、膀胱には1分間に2 - 4回、尿が送られてくることになる。
平均的な男性の場合、膀胱に300ml程度の尿が蓄えられると、尿意を感じる。これは膀胱内に位置する伸展受容器（感覚器）の働きによるものだ。500mlに達すると、脊髄下部に由来する脊髄反射が起こる。副交感性の骨盤神経を経由し、膀胱の収縮と不随筋である内尿道括約筋の弛緩が起こる。しかしながら、内尿道括約筋よりも遠位方（下流）に位置する外尿道括約筋は随意筋であるため、意識的に1L程度まで蓄えることもできる。
大脳皮質感覚野では伸展受容器からの信号を受け取り、脳幹に位置する排尿中枢と協力して排尿を制御している。排尿中枢が興奮することにより、不随意運動と随意運動が協調し排尿にいたる。
排尿を制御できず意図しないときに尿を漏らしてしまうことを失禁と呼ぶ。概ね2歳に成長するまでは、外尿道括約筋への神経経路が未完成であるため、排尿反射によりそのまま排尿に至る。
なお、尿管は膀胱壁を斜めに貫き、膀胱の頂上部ではなく横断面よりも下に開口している。このため、尿がたまった場合、さらに排尿中に膀胱の圧力が上昇しても、腎臓には尿が逆流しない。
尿は電気伝導体であり、電流の流れている物体付近での排尿は危険である。海外では街灯の電力ケーブルに向かって立ち小便をした男性が感電し、死亡した例もある。

## 排尿体勢による分類

### 座り小便
洋式便器の場合は便器に腰掛ける。女性の一般的な排尿姿勢であり、尿が飛び散りにくく、足にも伝わりにくいため、通常はこの方法で行われる。近年では、男性も自宅では座り小便（一般的には座りションと呼ばれる）をする者も多い。理由としては、平成時代以降は洋式便器のみを設置して小便器を設置しない住宅が増えたことや、飛び散りによる便器周辺の汚れをなくし清掃の手間を減らすためなどが上げられる。男性が座りションをする場合は、陰茎が便器の内部に接触しないように注意する必要がある。

### しゃがみ小便
和式便器における女性の一般的な排尿姿勢で、肩幅より少し広めに脚を開き、しゃがみ込んで行う。しばし便器周辺に飛び散るため、和式便器を嫌う女性も多い。
尿意が切迫した女子がやむを得ず野外で排尿する場合、一般にこの姿勢で行われる。とりわけわが国など和式便器の普及した地域では、女子の野外での排尿が他の姿勢で行われることは少ない。女児の排尿を保護者が介助する場合も、ある程度以上年齢が高い女児の場合はやり手水ではなく、保護者の前でしゃがませて行うことが大半である。

### 立ち小便
立ち小便（たちしょうべん）あるいは立ちション（たちション）とは、立って小便をすること。また狭義では便所以外の場所で放尿することを指す。後者の意味で使われる方が多い。
立ち小便の利点は、少ない動作による時間の節約や脚の負担の軽減が挙げられる。便器の設置面積も狭くて済む。欠点は、小便が便器の周囲に飛び散ること。
男性の一般的な排尿姿勢で、ズボンを履いたままでも排尿することができ、その場合にはチャック（ない場合はズボン）を下ろし、陰茎を引っ張りだして、両手で持ちながら小便を放出する。
女性の場合は男性とは違い、立って排尿することには抵抗があり、尿の向きをコントロールすることができないうえに飛び散りやすく、尿が足にも伝ってくるため衛生的ではないため、行う女性はほとんどいない。現代の日本では女性が普段から立って排尿する習慣は存在しないが、海外では補助具を用いることで女性でも簡単に立ち小便をすることが可能になる製品が開発されており、中国では補助具を使用して立ち小便をする女性のために小便器を設置しているところもある。女性の補助具を使わない立ち小便の方法として大陰唇と小陰唇を指で広げて排尿することによって、尿道口が露出し、陰唇に妨げられなく排尿できる方法がある。一部の女性はこの方法で立ち小便をしている。ヘロドトスは著書『歴史』の中で「エジプト人女性は立って小便をする」と記している。現実世界ではあまり一般的でない方法であるが、夏目漱石の小説『坑夫』（1908年発表）で、掛茶屋のおかみは、クロマツの根方（ねかた）で立ち小便をする。また、アダルトビデオでは女性の立ち小便を題材とする作品も発売されている。

### 中腰小便
女性の排尿方法の1つで前かがみの姿勢で尻を突き出し、中腰になって後方に小便を排出する。一昔前までの日本で行われていた方法であるが、現代では抵抗があるため、ほとんど行われていないものの、尿検査ではこの方法で行われることもある。また、女性は女性器の構造上立ち小便をしにくいため、野外で排尿するときに使われることもある。ストッキングが伝線しにくい利点もあり、アメリカではストッキング普及初期にはそれを防ぐことができるため、中腰で排尿できる便器として「サニスタンド」が登場した。日本でも東洋陶器（現・TOTO）が1951年に発売したが、当時の日本では中腰での排尿には抵抗が強かったため、普及しなかった。なお、1964年東京オリンピックの際には、女子選手用として国立霞ヶ丘陸上競技場内に設置されていた。

### やり手水
やり手水（やりちょうず）とは、抱え上げて小便をさせること。近くにトイレがないところで、小便をもよおした幼い女児に対して行う。太ももを持って、股を開かせ、体を抱えて、小便をさせる。股を開かせることで大陰唇が開き、尿が前に飛びやすくなるメリットがあるが、性器（尿の出る穴等）が他者より見える可能性があるため、股を閉めて尿をさせることもある。また、やり手水のポーズになったら「しーしー」「しーでるかな？」などと声をかけ、子どもに尿をしていいということを知らせる。
やり手水を行うのは主に女児であることから、排尿後はティッシュペーパーなどを用いて性器を拭き取るか、女児にティッシュペーパー等を渡して拭かせることが望ましいが、一般に女児の尿意は成人女性や男児に比べて切迫しやすく、ティッシュペーパーなどを持ち合わせていない場合であっても緊急避難的に野外で排尿する必要に迫られる事態は起こりうる。この場合介助者が女児を体ごと揺すって残尿を振り落とすが、それでも男児に比べて顕著な量の残尿が残ることは避けられず、衛生上は不十分である。とりわけ、股を閉めて行った場合は大陰唇が閉じた状態で排尿することになるため、陰裂内に残尿が溜まりやすく、局部の汚れが顕著になりやすいことから、ティッシュペーパーの使用がより強く推奨される。

## 排尿場所による分類

### トイレ（ポータブルトイレ含む）

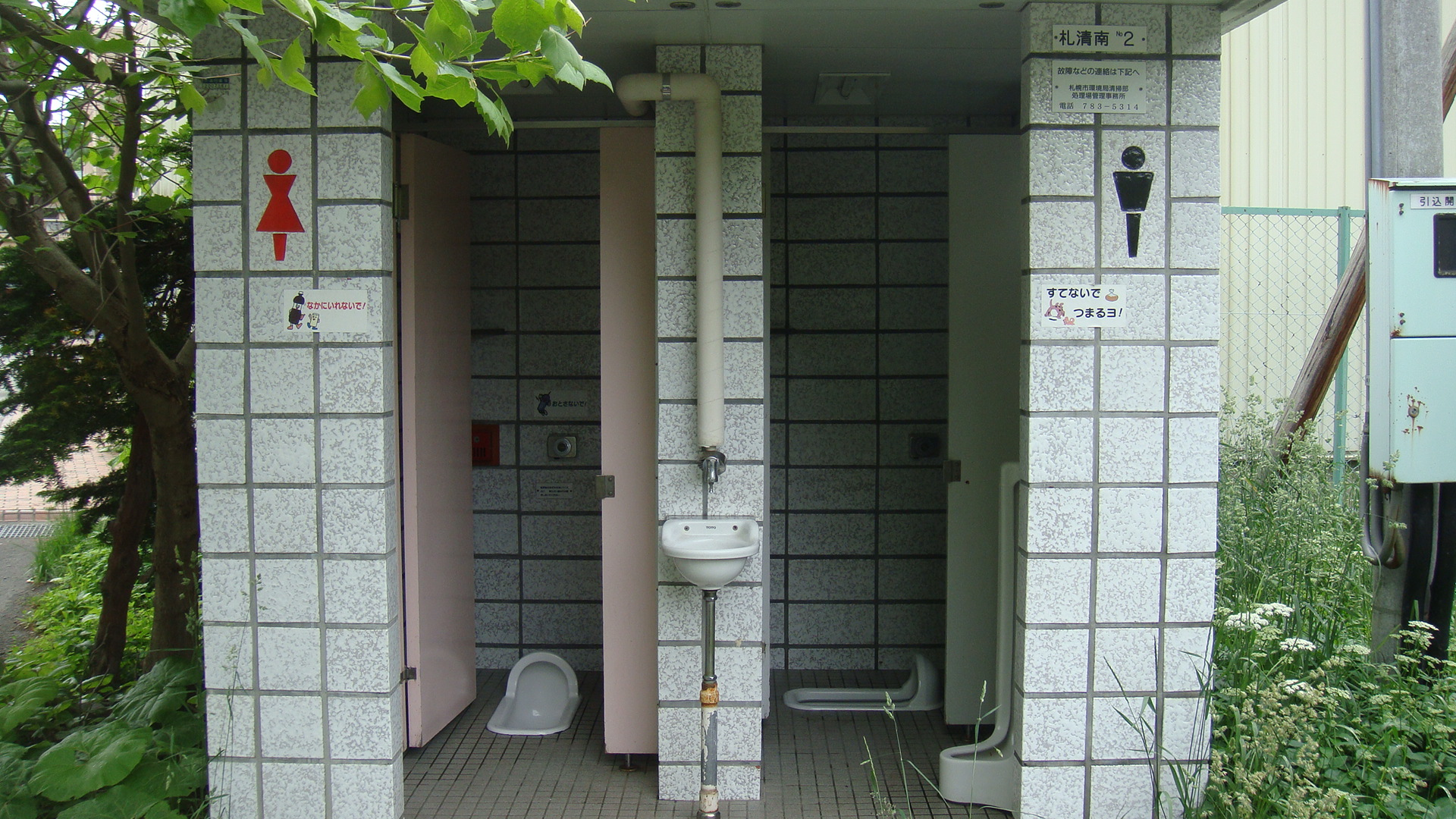
排尿に供される公衆便所

一般的に排尿は、特別な事情がない限りトイレで行う。しかし、幼児や高齢者、病人など移動が困難または通常の便器が使い辛い場合や、渋滞発生時などトイレに行けない場合にはポータブルトイレが用いられる。

### 野原などトイレがない場所
道端、屋外等近くにトイレのない場所において尿意を催し、準備ができた場合に一般的に行われる。特に子供は行うことが多い。男児の場合は介助者の有無に関わらず、多くの場合立ち小便で行われる。女児の場合はしゃがんで放尿を行うことも多いが、抱え上げるのに充分幼い年齢の女児を保護者が介助する場合に限っては、抱き抱えて脚を開く「やり手水」がより一般的である。道端、側溝、塀、草むらなど端の方で行われることが多い。
女性の場合、成人・児童を問わず、局部・着衣を清潔に保つため事後にティッシュペーパーなどで局部を拭うことが推奨されるが、屋外での用足しの場合には使用済みのティッシュペーパーを放置することへの躊躇、ティッシュペーパーの不所持などを理由に後始末を省略することも多い。この場合、下着を履き直す前に臀部を体ごと前後または上下に揺することで残尿を振り落とす場合が見られるが、女性器の構造上残尿を取り除く効果はほぼ期待できず、女子の野外での排尿は尿路感染症を引き起こす原因となりうる。

#### 社会的な面から見た野外排尿
予想できない渋滞の発生時など許されることもあるが、これは極めて稀有なケースである。
とりわけ、成人が野外で排尿する行為は子供のそれに比較して、多くの文化圏でより強い非難を受ける傾向がある。また、子供であっても至近距離に公衆便所がある場合は眉を顰められる傾向があり、やり手水など保護者が介助していた場合その非難が保護者に向かうこともある。
女性の場合基本的に下半身の着衣を脱ぐ必要があり、男性以上に無防備になりやすいため、とりわけ思春期以降の女性が野外で排尿する行為には著しい羞恥心を伴う。また、性器の構造上残尿の後始末にトイレットペーパーを必要とするため、トイレットペーパーのない野外での排尿は局部や下着を不衛生にしがちであり、このことへの心理的抵抗も伴いやすい。そのため、女性の野外排尿は男性以上に尿意が切迫した状態で行われる傾向がある。